# اریک انگستروم
اریک انگستروم، (به سوئدی: Erik Engstrom) (زاده ۱۴ ژوئن ۱۹۶۳) کارآفرین، بازرگان و مدیر ارشد اجرایی سوئدی است، که در حال حاضر به‌عنوان مدیر عامل اجرایی شرکت رید الزویر فعالیت می‌کند.